# Енергія (стадіон, Нова Каховка)
«Енергія» — футбольний і легкоатлетичний стадіон у місті Нова Каховка Херсонської області. На ньому проводить свої домашні матчі футбольний клуб другої ліги «Енергія».

## Історія
Стадіон був збудований і введений в експлуатацію у 1954 році, за 2 роки після заснування однойменного футбольного клубу. Назву «Енергія» отримав завдяки Каховській ГЕС, при колективі якої і була сформована футбольна команда.
Наразі є комунальною власністю міста. Займає площу 8,9522 га, на якій знаходиться 4 футбольні поля, 2 міні-футбольні поля, волейбольний майданчик.